# Nanofilo

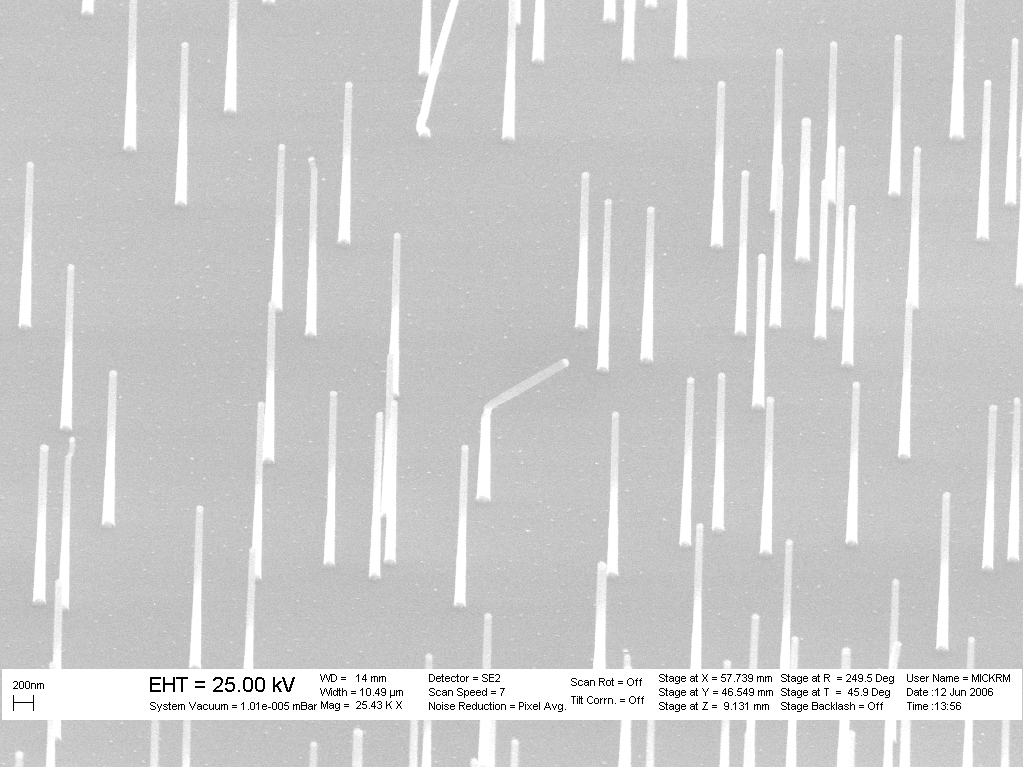
Nanofili al microscopio elettronico a scansione.

Con il termine nanofilo (nanowire in inglese) si intende una struttura quasi unidimensionale di semiconduttore o metallo, di forma cilindrica o poliedrica la cui sezione ha dimensioni nanometriche, mentre la lunghezza può variare dalle centinaia di nanometri in su, fino a centinaia di micrometri
Queste nanostrutture, la cui ricerca si è sviluppata principalmente nell'ultimo decennio, sono considerate promettenti come componenti di base di molti tipi di dispositivi elettronici. Tra tutti vale menzionare sensori, ambientali o biologici, la cui sensibilità potrà essere aumentata molto dallo sfruttamento del grande rapporto superficie/volume di queste nanostrutture.

## Caratteristiche fisiche
Le caratteristiche fisiche dei nanofili sono fondamentalmente dipendenti dalle loro dimensioni. Alla scala dei nanometri, infatti, gli effetti quantistici diventano rilevanti e modificano il comportamento rispetto a quanto ci si aspetterebbe in un sistema macroscopico. In questo i nanofili possono essere simili a fili quantici.

### Proprietà elettriche
Ad esempio si osserva che in caso di nanofili metallici la conduttanza elettrica presenta valori discreti multipli di un'unità base:
{\displaystyle {\frac {2e^{2}}{h}}\approx }  12.9 kΩ -1
detta costante di von Klitzing.
Questo è un tipico fenomeno di quantizzazione ed è dovuto al fatto che la funzione d'onda dell'elettrone occupa uno spazio di dimensioni confrontabili con la dimensione del filo stesso. Questo può portare gli elettroni a interagire con gli atomi di superficie del filo stesso (visti come difetti rispetto ad un cristallo regolare) e ad arrivare ad attraversare il filo solo se questo avviene con una velocità compatibile con le dimensioni del filo stesso.
Questo fa sì che il filo si comporti come se la conduzione elettrica avvenisse lungo dei canali. La progressiva chiusura di questi canali al ridursi del diametro del filo porta all'osservazione dei valori discreti di conducibilità.

### Struttura dei nanofili
In termini di struttura, un nanofilo può essere simile ad un filo come inteso nel senso comune, ovvero una struttura di forma più o meno cilindrica, generalmente sospesa nel vuoto (ed eventualmente connessa a dei conduttori alle estremità), oppure una struttura depositata su un supporto: ad esempio un filo di atomi metallici depositati su un supporto isolante.
La struttura interna dei nanofili sospesi è normalmente simile a quella di un normale cristallo, ovvero composta da un reticolo regolare con simmetria generalmente triangolare/esagonale. Tuttavia è stato previsto ed osservato che si possano avere strutture anche a simmetria pentagonale: questa simmetria non si osserva comunemente in natura nei cristalli perché un reticolo a simmetria pentagonale non riempie lo spazio in maniera ottimale, e risulta energeticamente sfavorevole. Pertanto in natura normalmente si osservano al più aggregati di pochi atomi (cluster) a simmetria pentagonale (icosaedrica). Un nanofilo è quasi un oggetto monodimensionale: può essere visto come un cluster nel piano e a un cristallo lungo l'asse di maggiore estensione. In questo caso la struttura a simmetria pentagonale può risultare energeticamente favorevole per piccoli diametri (pochi nm).

## Fabbricazione dei nanofili
La fabbricazione dei nanofili richiede tecniche di lavorazione piuttosto complesse e ad oggi non rappresenta ancora una tecnica di tipo industriale. Questa comunemente avviene per ora solo in laboratori universitari o di ricerca scientifica.
Esempi di tecniche di fabbricazione sono:
- tecniche "top-down": si realizza il nanofilo a partire da un campione di materiale più grande, con una sorta di scavo, che può avvenire mediante corrosione chimica mediante incisione chimica o mediante bombardamento con fasci di ioni.
- assemblaggio (o sintesi) che prevede la deposizione di atomi su un supporto a formare la struttura desiderata, con tecniche come la deposizione chimica da fase vapore.

## Uso industriale dei nanofili
I nanofili sono ancora oggetto di ricerca. Prima di arrivare ad usi industriali sarà necessario che le tecniche di sintesi/produzione degli stessi raggiungano standard qualitativi compatibili con un uso industriale. Recenti sviluppi in ambito tecnologico, come l´uso di lunghezze d´onda nel regime ultravioletto estremo o della litografia a frattura mediante litografia ottica convenzionale, offrono promettenti approcci per un futuro uso industriale di queste nanostrutture.
Ci si aspetta che i nanofili abbiano in futuro usi importanti in campo elettronico e anche in quello medico.
È importante notare che la comparsa di fenomeni quantistici nella fisica di questi sistemi comporterà probabilmente la necessità di rivedere significativamente la comprensione che abbiamo del comportamento dell'elettronica che ne deriva.
A causa del loro alto rapporto di aspetto, i nanofili sono manipolabili tramite campi dielettoforetici.